# 博伊兰-西姆斯氧化反应
博伊兰-西姆斯氧化反应（Boyland–Sims oxidation）指苯胺类与碱性过二硫酸钾反应，再经水解得到邻羟基苯胺类化合物。
反应主要产生邻羟基产物，但某些苯胺作为底物时反应后也可以得到少量的对位产物。

## 反应机理
贝尔曼指出反应第一步是苯胺衍生物与过硫酸钾可逆生成芳基羟胺的硫酸酯中间体（2）， 然后该两性离子中间体发生重排，得到邻（或对）羟基苯胺衍生物的硫酸酯（3a和3b），它经水解得到酚。